# Asami Setō
Asami Setō  (瀬戸 麻沙美?, Setō Asami) (Prefettura di Saitama, 2 aprile 1993) è una doppiatrice giapponese, e membro dei Sigma Seven. Asami è meglio conosciuta per i ruoli di Chihaya Ayase in Chihayafuru, Shoko Sashinami in Valvrave the Liberator, Asagi Aiba in Strike the Blood, Konatsu Miyamoto in Tari Tari e Nobara Kugisaki in Jujutsu Kaisen.

## Filmografia

### Anime
2011
- Ano Hana come Atsumu Matsuyuki (giovane)
- Chihayafuru come Chihaya Ayase[2]
- Dog Days come Amelita Tremper
- Ro-Kyu-Bu! come Kagetsu Hakamada
- Wandering Son come Yoshino Takatsuki

2012
- Lagrange: The Flower of Rin-ne come Lan
- Magi: The Labyrinth of Magic come Ri Seishun
- Symphogear come Aoi Tomosato
- Tari Tari come Konatsu Miyamoto

2013
- Aikatsu! come Raichi Hoshimiya, Shion Kamiya, e Mako Miyamoto
- C3-Bu come Rin Haruna
- Chihayafuru 2 come Chihaya Ayase
- Cuticle tantei Inaba come Natsuki
- Ro-Kyu-Bu! SS come Kagetsu Hakamada
- Strike the Blood come Asagi Aiba
- Valvrave the Liberator come Shōko Sashinami
- Valvrave the Liberator 2ª Stagione come Shōko Sashinami

2014
- Atelier Escha & Logy come Wilbell voll Erslied
- Baby Steps come Himeko Sasami
- Double Circle come Akane
- Haikyū!! come Yui Michimiya
- Magical Warfare come Kurumi Isoshima
- Selector Infected WIXOSS come Iona Urasoe[3]
- Selector Spread WIXOSS come Iona "Yuki" Urasoe
- Witch Craft Works come Ayaka Kagari

2015
- Baby Steps 2 come Himeko Sasami
- Charlotte come Medoki
- Death Parade come Chiyuki
- Food Wars! Shokugeki no Soma come Miyoko Hōjō
- Monster Musume come Kii
- Tokyo Ghoul √A come Akira Mado
- Urawa no Usagi-chan come Usagi Takasago[4]
- Valkyrie Drive: Mermaid come Charlotte Scherzen

2016
- Bungō Stray Dogs come Ichiyō Higuchi
- Haruchika come Naoko Serizawa
- Honobono Log come vari personaggi
- Kuromukuro come Mika Ogino
- Macross Delta come Mirage Farina il genio[5]
- Norn9 come Nanami Shiranui
- Regalia: The Three Sacred Stars come Ingrid Tiesto

2017
- Natsume degli spiriti 6 come Takuma Tsukiko

2018
- Lost Song come Monica Lux
- Overlord come CZ2128 δ
- B The Beginning come Lily Hoshina
- Layton Mystery Tanteisha: Katori no Nazotoki File come Marina Triton
- Seishun buta yarō come Mai Sakurajima

2019
- The Rising of the Shield Hero come Raphtalia

2020
- Jujutsu Kaisen come Nobara Kugisaki
- My Next Life as a Villainess: All Routes Lead to Doom! come Geordo Stuart (da bambino)[6]

2021
- Tropical-Rouge! Pretty Cure come Asuka Takizawa/Cure Flamingo
- My Next Life as a Villainess: All Routes Lead to Doom! X come Geordo Stuart (da bambino)

2022
- Mobile Suit Gundam: The Witch From Mercury come Sabina Fardin

2024
- Shangri-La Frontier come Setsuna Amatsuki
- Kaiju No.8 come Mina Ashiro
- Whisper Me a Love Song come Yori Asanagi

### Film - Anime
- Death Billiards (2013) come Chiyuki
- Girls und Panzer der Film (2015) come Kinuyo Nishi
- Ongaku shōjo (2015) come Eri Kumagai[7]
- The Laws of The Universe Part 0 (2015) come Anna[8]
- Pop in Q (2016) come Isumi Kominato[9]
- Selector Destructed Wixoss (2016) come Iona Yuki Urasoe
- Una ragazza alla moda (2017, 2018) come Tamaki Kitakōji

### OAV
- Code Geass: Akito the Exiled (2012) come Ferirri Baltrow
- Hori-san to Miyamura-kun: Shingakki (2012) come Kyouko Hori
- Under the Dog (2016) come Anthea Kallenberg
- Mobile Suit Gundam: The Origin (2017) come Fan Li

### Videogiochi
2010
- Chaos Rings come Alto

2012
- Street Fighter X Tekken come Lili
- Atelier Ayesha: The Alchemist of Dusk come Wilbell voll Erslied
- E.X. Troopers come Suage

2013
- Kantai Collection come Gangut/Oktyabrskaya Revolyutsiya, Kamoi
- Corpse Party 2: Dead Patient come Ayame Itou
- Norn9: Var Commons come Nanami Shiranui
- Atelier Escha & Logy: Alchemists of the Dusk Sky come Wilbell voll Erslied
- Under Night In-Birth Exe:Late come Strix/Tsukuyomi

2014
- Granblue Fantasy come Azusa, Jessica, Nobara Kugisaki
- Atelier Shallie: Alchemists of the Dusk Sea come Wilbell voll Erslied
- Blade Arcus from Shining: Battle Arena come Sonia Blanche
- Shining Resonance come Sonia Blanche

2015
- Norn9: Last Era come Nanami Shiranui
- Grand Sphere come Principessa Stella
- 7th Dragon III Code: VFD come Voce Giocatore (femmina), Rika
- Tokyo Mirage Sessions ♯FE come "Tiki Is My Waifu", Linde

2016
- Norn9: Act Tune come Nanami Shiranui

2017
- Fire Emblem Heroes come Linde, Ena
- Azur Lane come FFNF Saint Louis, SN Sovetskaya Belorussiya
- Fire Emblem Warriors come Linde

2019
- Arknights come Ceobe

2020
- Genshin Impact come Kujou Sara

2021
- Blue Archive come Hasumi Hanekawa
- Scarlet Nexus come Kasane Randall
- The Legend of Heroes: Trails through Daybreak come Saara, Olympia

2022
- Ghostwire: Tokyo come Mari

2023
- Omega Strikers come Juliette

2024
- Under Night In-Birth II [Sys:Celes] come Strix/Tsukuyomi
- Tekken 8 come Reina
- Jujutsu Kaisen Cursed Clash come Nobara Kugisaki
- Unicorn Overlord come Berengaria
- Stellar Blade come EVE
- Wuthering Waves come Baizhi
- The Hokkaido Serial Murder Case: The Okhotsk Disappearance ~Memories in Ice, Tearful Figurine~ come Marina

2025
- Venus Vacation Prism: Dead or Alive Xtreme come Elise

### Doppiaggi
- The 100 come Clarke Griffin (Eliza Taylor)
- The Bad Batch come Arlen (Suki Waterhouse)
- El Camino Christmas come Kate Daniels (Michelle Mylett)
- Paper Towns come Lacey Pemberton (Halston Sage)

## Doppiatrici italiane
Ariella La Stella in Ghostwire: Tokyo